# PLA2G2A
PLA2G2A (англ. Phospholipase A2 group IIA) – білок, який кодується однойменним геном, розташованим у людей на короткому плечі 1-ї хромосоми.  Довжина поліпептидного ланцюга білка становить 144 амінокислот, а молекулярна маса — 16 083.
| 10         |  | 20         |  | 30         |  | 40         |  | 50         |
| ---------- |  | ---------- |  | ---------- |  | ---------- |  | ---------- |
| MKTLLLLAVI |  | MIFGLLQAHG |  | NLVNFHRMIK |  | LTTGKEAALS |  | YGFYGCHCGV |
| GGRGSPKDAT |  | DRCCVTHDCC |  | YKRLEKRGCG |  | TKFLSYKFSN |  | SGSRITCAKQ |
| DSCRSQLCEC |  | DKAAATCFAR |  | NKTTYNKKYQ |  | YYSNKHCRGS |  | TPRC       |

A: Аланін

C: Цистеїн

D: Аспарагінова кислота

E: Глутамінова кислота

F: Фенілаланін

G: Гліцин

H: Гістидин

I: Ізолейцин

K: Лізин

L: Лейцин

M: Метіонін

N: Аспарагін

P: Пролін

Q: Глутамін

R: Аргінін

S: Серин

T: Треонін

V: Валін

Кодований геном білок за функцією належить до гідролаз. 
Задіяний у таких біологічних процесах як метаболізм ліпідів, деградація ліпідів. 
Білок має сайт для зв'язування з іонами металів, іоном кальцію. 
Локалізований у клітинній мембрані, мембрані.
Також секретований назовні.